# Stéphane Dalmat
Stéphane Dalmat (16 de febrero de 1979) es un futbolista francés, se desempeña como centrocampista aunque es un jugador muy versátil capaz de actuar en múltiples posiciones, actualmente juega en el Stade Rennes de la Ligue 1 de Francia.

## Clubes
| Club                  | País       | Año         |
| --------------------- | ---------- | ----------- |
| LB Châteauroux        | Francia    | 1997 - 1998 |
| RC Lens               | Francia    | 1998 - 1999 |
| Olympique de Marsella | Francia    | 1999 - 2000 |
| Paris Saint-Germain   | Francia    | 2000        |
| FC Internazionale     | Italia     | 2001 - 2003 |
| Tottenham Hotspur     | Inglaterra | 2003 - 2004 |
| Toulouse FC           | Francia    | 2004 - 2005 |
| Racing de Santander   | España     | 2005 - 2006 |
| Girondins de Burdeos  | Francia    | 2006 - 2007 |
| FC Sochaux            | Francia    | 2007 - 2010 |
| Stade Rennes          | Francia    | 2010 -      |

## Palmarés

### Campeonatos nacionales
| Título                     | Club                 | País    | Año  |
| -------------------------- | -------------------- | ------- | ---- |
| Copa de la Liga de Francia | RC Lens              | Francia | 1999 |
| Copa de la Liga de Francia | Girondins de Burdeos | Francia | 2007 |